# Cold Chillin' Records
Cold Chillin' Records era uma gravadora que lançou diversos artistas durante a era de ouro do hip hop do final dos anos 1980 até o início dos anos 1990. O selo foi fundado pelo gerente Tyrone Williams e operado por Len Fichtelberg (falecido em 4 de novembro de 2010), e a maioria dos lançamentos eram de membros do Juice Crew, um grupo de artistas vagamente ligados, centrado no produtor Marley Marl. Em 1998, a gravadora encerrou suas atividades e a maioria do vasto catálogo foi comprado pela gravadora de Massachusetts, a LandSpeed Records (agora Traffic Entertainment).

## História
Inicialmente a Cold Chillin’ era uma subsidiária da Prism Records, mas o chefe do selo Tyrone Williams e Fichtelberg decidiram fundir suas companhias e a Prism foi absorvida pela Cold Chillin’. Em 1988, foi assinado um acordo de 5 anos para distribuição com a Warner Bros. Records, que permaneceu intacto durante toda sua duração. Entretanto, como o terceiro disco da dupla Kool G. Rap & D.J. Polo, Live And Let Die, foi rejeitado pela Warner Bros. em nome da empresa Time Warner devido aos sentimentos anti-gangsta e  anti-Time Warner que se seguiram à controvérsia gerada pela música Cop Killer envolvendo o rapper Ice-T, a Cold Chillin' optou por distribuir o álbum independentemente, assim como fez com outros projetos nos anos restantes de atividade do selo, incluindo seu contrato de distribuição com a Epic Street, divisão da Epic Records, que lançou dois álbuns pela gravadora: o segundo álbum de Grand Daddy I.U. e o álbum solo de estreia de Kool G. Rap.
Cold Chillin' também formou um sub-selo chamado Livin’ Large, pelo qual lançou os segundos álbuns de Roxanne Shante e de YZ assim como títulos de outros artistas e foi distribuídos pela subsidiária da Warner Bros. Records, a Tommy Boy Records como parte de seu acordo com a Warner.
Após fechar as portas em 1998, os direitos sob o catálogo da Cold Chillin' foram comprados pelo selo de Massachusetts, LandSpeed Records, agora conhecido como Traffic Entertainment Group. Assim como a Ruthless Records, a Death Row Records e a Rap-a-Lot Records, a Cold Chillin' Records é amplamente respeitada por suas contribuições para o hip hop durante seus anos de formação. Em 2006, a LandSpeed iniciou o relançamento de novas versões dos álbuns clássicos no catálogo da Cold Chillin’ com capas e artes intactas. Entretanto, os álbuns gravados por Big Daddy Kane permanceram com a Warner Bros. Records e o álbum de Kool G. Rap 4,5,6 permaneceu com a Epic Records.

## Discografia

### Álbuns
Álbuns marcados com (+) foram distribuídos pelo selo da Warner Bros. Records, Reprise Records.
 
Álbuns marcados com (*) foram distribuídos pela Epic Street.
 
Álbuns marcados com (§) estavam no selo Livin’ Large e distribuídos pela Tommy Boy Records
1987
- MC Shan—Down by Law

1988
- Biz Markie—Goin' Off
- Big Daddy Kane—Long Live the Kane
- Marley Marl—In Control Volume 1
- MC Shan—Born to be Wild

1989
- Kool G Rap & DJ Polo—Road to the Riches
- Big Daddy Kane—It's a Big Daddy Thing +
- Biz Markie—The Biz Never Sleeps
- Roxanne Shante—Bad Sister +

1990
- 2 Deep—Honey, That's Show Biz +
- MC Shan—Play it Again, Shan
- Master Ace—Take a Look Around +
- Kool G Rap & DJ Polo—Wanted: Dead or Alive
- Grand Daddy I.U.—Smooth Assassin +
- Big Daddy Kane—Taste of Chocolate +

1991
- Big Daddy Kane—Prince of Darkness +
- Kid Capri—The Tape
- Diamond Shell—The Grand Imperial Diamond Shell +
- Biz Markie—I Need a Haircut
- Marley Marl—In Control, Volume 2: For Your Steering Pleasure
- The Genius—Words from the Genius +

1992
- Kool G Rap & DJ Polo—Live and Let Die (lançado independetemente)
- Roxanne Shante—The Bitch is Back (lançado pelo selo da Cold Chillin' Livin’ Large Records) §
- Nubian M.O.B. - Nubian M.O.B. +

1993
- Big Daddy Kane—Looks Like a Job For… +
- Biz Markie—All Samples Cleared!
- TBTBT—Too Bad to Be True
- YZ—The Ghetto’s Been Good to Me (lançado pela Livin’ Large Records) §
- T.C.F. Crew—Come & Play with Me

1994
- Grand Daddy I.U.—Lead Pipe *
- King Sun—Strictly Ghetto (lançado independetemente)

1995
- Kool G Rap—4,5,6 *

### Apenas singles
- Juice Crew All-Stars—"Juice Crew All-Stars"
- Big Scoob—"Suckaz Can't Hang"
- Madame Star—"Looking for a Dame"
- Big Scoob—"Champagne on the Block"
- Juice Crew All-Stars—"Cold Chillin' Christmas"
- Juice Crew All-Stars featuring TJ Swan—“Evolution”